# Christian Friedrich Laué
Christian Friedrich Laué (* 1740 oder 1741 in Lippehne, Preußen; † 1813 in Wildegg) war ein reformierter Schweizer Textilfachmann.

## Leben
Laué hatte weitläufige Verbindungen in Deutschland und Frankreich, womit er 1774 mit Johann Jakob Hollweg in Frankfurt am Main das Kommissionsgeschäft Hollweg & Laué gründete. Dadurch entstanden Geschäftsverbindungen mit der Indiennedruckerei der Gebrüder Hünerwadel in Lenzburg, deren Gründung auf Marx Hünerwadel zurückging. Laué kaufte 1781 eine kleine, von Johann Rudolf neu erstellte Indiennedruckerei in Wildegg und wanderte dafür aus Frankfurt aus. Er brachte die Druckerei rasch zu hohem Erfolg.
Während der Helvetik stand Laué mit zahlreichen Persönlichkeiten der Regierung in Kontakt, ohne aber selber in der Politik hervorzutreten. Zudem unterstützte und förderte er Johann Heinrich Pestalozzi auf dem Neuhof, einer Armenerziehungsanstalt, in der ab 1774 drei Dutzend Kinder nach aufklärerischen Erziehungsgrundsätzen in einer familiären Atmosphäre lebten und arbeiteten. Nachdem der Neuhof 1780 wegen organisatorischen Unzulänglichkeiten in Konkurs ging, beschäftigte Laué die Kinder. 
Nach seinem Tod führten Laués Sohn Johann Friedrich Laué und sein Grossneffe und Schwiegersohn Adolf Friedrich Laué das Geschäft weiter. Der Geschäftsnachlass dieser Druckerei ist das älteste Firmenarchiv im Aargau und damit ein Zeugnis für die Frühindustrialisierung. Heute ist in der ehemaligen Indiennedruckerei eine Arztpraxis.